# Corot (project)
Corot staat voor COnvection ROtation and Planetary Transits. De missie had twee belangrijke wetenschappelijke doelstellingen: het waarnemen en meten van trillingen van sterren (stellaire seismologie) en de speurtocht naar planeten die rond andere sterren dan de zon draaien.
De lancering heeft plaatsgevonden in de namiddag van 27 december 2006 vanaf het Baikonoer Kosmodroom in Kazachstan en de satelliet werd in een baan om de aarde gebracht op een hoogte van 827 km. De missie zou oorspronkelijk een duur van 30 maanden hebben, maar dit werd eerst verlengd tot januari 2010 en later tot 2013. De satelliet werd op 17 juni 2014 uitgeschakeld.
De CoRoT ruimtetelescoop was een project, dat wordt geleid door CNES in samenwerking met Franse laboratoria (CNRS) en verschillende internationale partners: Europese (onder leiding van de Fransen, maar zowel de Belgen, Duitsers, Oostenrijkers en Spanjaarden werken mee) en Brazilianen.
Ook was de ESA betrokken bij het project.
De Corot Missie is op 17 juni 2014 beëindigd.

## Kepler Space Observatory
Op 7 maart 2009 is door NASA een soortgelijk instrument gelanceerd, het Kepler Space Observatory.